# Phacelococcus brookesae
Phacelococcus brookesae är en insektsart som beskrevs av Miller 1970. Phacelococcus brookesae ingår i släktet Phacelococcus och familjen filtsköldlöss. Inga underarter finns listade i Catalogue of Life.